# Concattedrale di Santa Maria Assunta (Policastro Bussentino)
La chiesa di Santa Maria Assunta è il duomo di Policastro Bussentino e concattedrale della diocesi di Teggiano-Policastro.

## Storia
Incerte sono le origini della chiesa. La sua parte più antica è la cripta, edificata nel VI secolo su preesistenze di epoca romana. L'attuale chiesa invece è dell'XI secolo, edificata per volere del re normanno Roberto il Guiscardo e consacrata dal vescovo di Salerno Alfano I nel 1079. La costruzione romanica subì importanti interventi di restauro in senso barocco nel Settecento (tra il 1709 ed il 1716), interventi che riguardarono soprattutto gli interni.

## Descrizione
La facciata presenta un tetto a capanna con tre spioventi. In essa sono inseriti quattro elementi: un rosone romanico; un solo portale rinascimentale nella cui architrave sono scolpiti la data di costruzione dell'edificio e lo stemma del vescovo consacrante; un'edicola marmorea con un bassorilievo raffigurante la Vergine Maria in trono con Bambino e angeli; due leoni in pietra ai lati del portale. La chiesa è affiancata da un campanile a tre ordini, costruito nella seconda metà del XII secolo: la parte più antica è l'ordine inferiore, dove sono murate due lapidi d'epoca romana (I secolo d.C.); gli altri due ordini sono stati aggiunti nel Quattrocento.
L'interno della cattedrale era a tre navate fino ai rifacimenti settecenteschi. Oggi si presenta con un'unica navata con altari laterali e la cappella del Santissimo Sacramento (1627); il presbiterio è rialzato per la cripta sottostante. Il soffitto ligneo della navata è composto da tele del 1655; al centro la raffigurazione dell'Assunzione di Maria. Il soffitto a cupola del presbiterio è affrescato con una scena del Paradiso (XVIII secolo) e, nei pennacchi, le rappresentazioni dei quattro evangelisti. Di notevole interesse storico-artistico è la Tomba di Giulio Gallotti (XV secolo).Da ricordare, infine, le lapidi sepolcrali dei tre vescovi Giacomo Lancellotto di Tropea, Nicola e del nobile Giacinto Camillo Maradei di Laino.

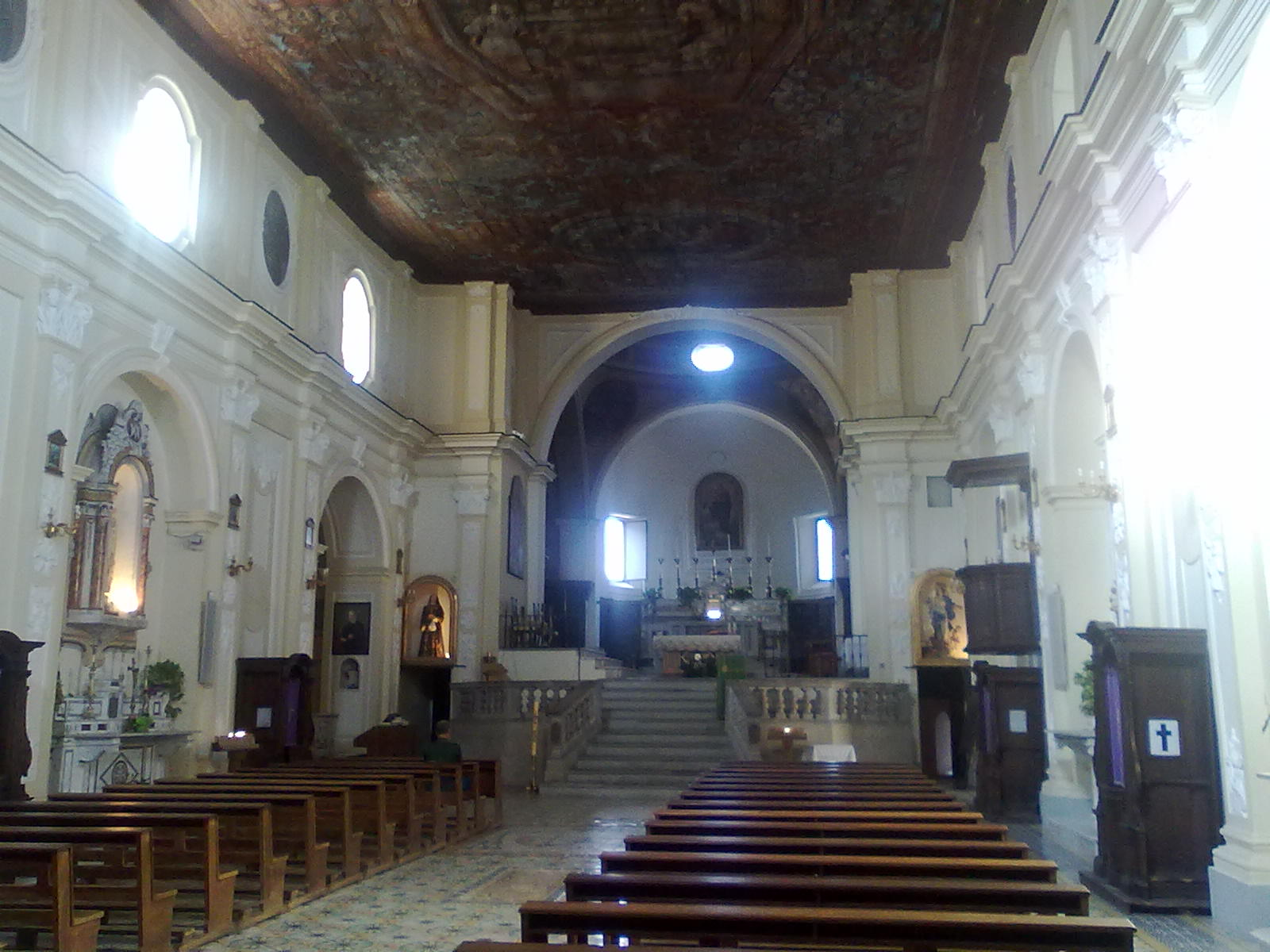
L'interno

La cripta, come si presenta oggi, risale all'epoca di Roberto il Guiscardo; il soffitto a crociera è sorretto da quattordici colonne di marmo e granito. All'entrata un affresco raffigurante la Pietà (del Trecento).
Vi è sepolto, inoltre, l'ultimo vescovo di Policastro Federico Pezzullo.